# Borys Przedpełski
Borys Szymon Przedpełski (ur. 9 lutego 1968 w Płocku) – polski teolog starokatolicki, doktor habilitowany nauk teologicznych, profesor nadzwyczajny Wydziału Teologicznego Chrześcijańskiej Akademii Teologicznej w Warszawie (ChAT).

## Życiorys
Absolwent Wydziału Teologicznego ChAT i Chrześcijańskokatolickiego Wydziału Teologii Uniwersytetu w Bernie.
Pracę naukowo-dydaktyczną rozpoczął jako wykładowca w Katedrze Starokatolickiej Teologii Dogmatycznej i Moralnej oraz Katedrze Starokatolickiej Teologii Praktycznej ChAT. W 2000 roku opublikował rozprawę pt. Dialog starokatolicko-prawosławny w latach 1871-1987 (ChAT, Warszawa 2000, ss. 327). Był adiunktem a następnie starszym wykładowcą w Sekcji Teologii Starokatolickiej. Pełni obowiązki kierownika Katedry Biblistyki i Katedry Teologii Praktycznej Sekcji Teologii Starokatolickiej ChAT. W 2014 roku uzyskał stopień doktora habilitowanego nauk teologicznych.
W 2015 roku został profesorem nadzwyczajnym Chrześcijańskiej Akademii Teologicznej w Warszawie.
W 2019 roku został członkiem Rady Naukowej czasopisma „Studia i Dokumenty Ekumeniczne”.

## Publikacje
- 2000: Dialog starokatolicko-prawosławny w latach 1871-1987
- 2013: Odśrodkowe tendencje reformistyczne Kościoła Rzymskokatolickiego krajów języka niemieckiego w XVIII i XIX stuleciu